# Catarata Huascapaccha
Huascapaccha, Huajchapaccha, Cabello de Ángel o Guenua es un salto de agua que se encuentra ubicado en el distrito de Huasahuasi, provincia de Tarma, departamento de Junín. Se encuentra a 2 421 m s. n. m. entres las comunidades de Chuquisyunca y Tambo al final del río Guenua, aproximadamente a novecientos metros de río Tarma frente al mirador Carpapata.

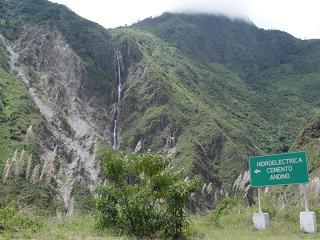
Catarata Huascapaccha frente a Carpapata